# 심 레이싱

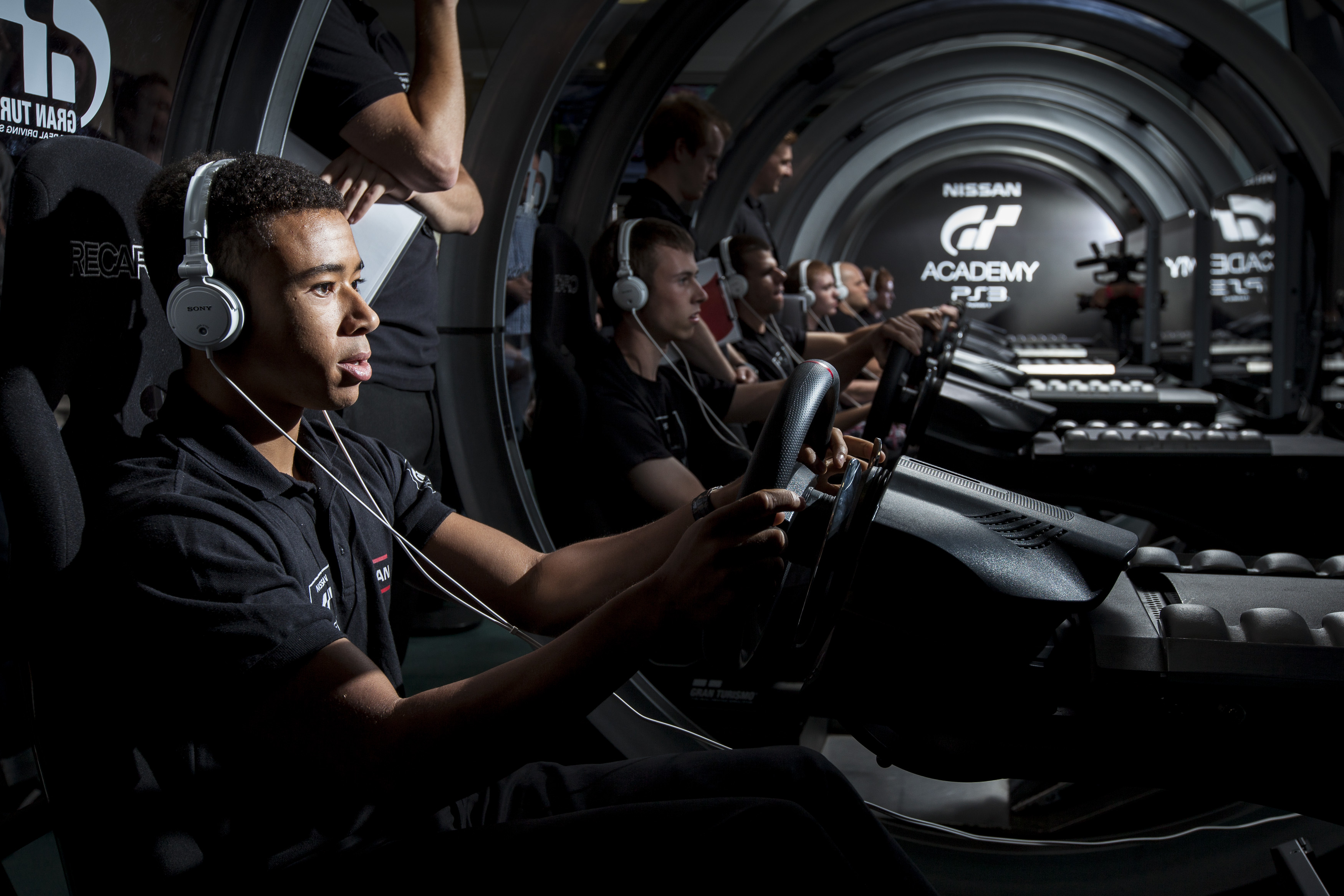
심 레이서 잰 마든버러의 모습

심 레이싱(sim racing), 레이싱 시뮬레이션은 연료 사용량, 손상, 타이어 마모 및 접지력, 서스펜션 설정과 같은 실제 변수를 사용하여 자동차 경주를 정확하게 시뮬레이션하려는 경주 게임 소프트웨어의 총칭이다. 시뮬레이션 경주에서 경쟁력을 갖추려면 운전자는 임계 제동, 타이어의 견인력을 잃을 때 자동차 제어를 유지하는 방법, 적절하게 진입하고 나가는 방법 등 실제 경주를 매우 어렵게 만드는 자동차 핸들링의 모든 측면을 이해해야 한다. 속도를 희생하지 않고 회전한다. 시뮬레이션 레이싱을 실제 변수를 방정식에서 제외하고 주요 목표가 현실감이 아닌 속도감을 생성하는 아케이드 레이싱 스타일 운전 게임과 구별되는 것은 이러한 난이도이다.
실제 운전을 모방해야 하는 복잡성과 요구 사항으로 인해 레이싱 시뮬레이션을 효과적으로 실행하려면 더 빠른 컴퓨터가 필요하며, 스로틀을 위한 스티어링 휠과 페달, 몰입을 위한 브레이크도 필요하다. 게임 패드 또는 마우스와 키보드를 사용하는 것은 홈 시스템에서 대부분의 아케이드 스타일 드라이빙 게임에 충분할 수 있지만, 레이싱 휠과 페달을 사용하는 것과 같은 수준의 몰입감과 현실감을 제공하지는 않는다. 최근 몇 년 동안 플레이스테이션 및 엑스박스와 같은 콘솔용으로 많은 시뮬레이션 레이싱 경험이 개발되었다. 이러한 게임은 컨트롤러로 플레이할 수 있지만 플레이어는 레이싱 휠과 페달에 투자하는 것이 좋다. 온라인 레이싱이 발전함에 따라 오프라인에서 인간 상대와 컴퓨터 AI를 상대로 운전할 수 있는 능력은 많은 사람들이 실제 트랙에서 자동차를 운전하는 것과 가장 가깝다. 실제 경기에 참가하는 사람들도 연습이나 오락을 위해 시뮬레이션을 사용한다. 이러한 시뮬레이션의 기초를 형성하는 물리 엔진 소프트웨어의 지속적인 개발과 향상된 하드웨어(촉각 피드백 제공)를 통해 경험이 더욱 현실감 있게 되었다.
일반적으로 시뮬레이션 레이싱 게임플레이 스타일은 아이레이싱(iRacing), Assetto Corsa 및 Assetto Corsa Competizione, 그란 투리스모, 포르자 모터스포츠 등과 같은 여러 비디오 게임에 적용된다.

## 같이 보기
- 경주 게임
- 가상 현실